# القطارة (العين)
القطارة من أقدم مناطق العين، وتضم سوق القطارة التاريخي الذي يعود تاريخه إلى عام ١٩٣٠. تضم المنطقة موقعًا أثريًا من العصر البرونزي، يقع على بُعد ١١ كيلومترًا شمال مدينة العين.